# Odónimo

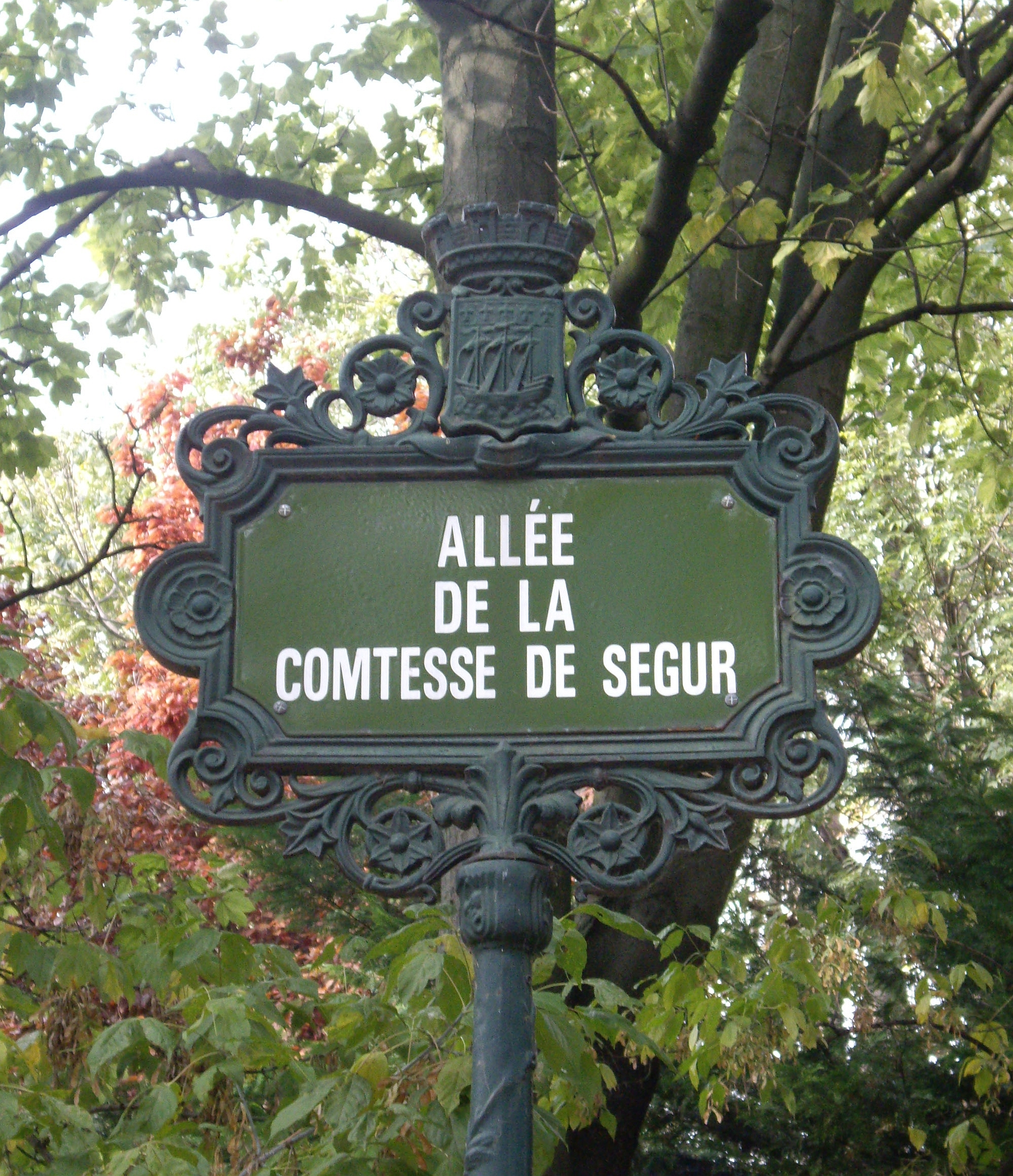
En el parque Monceau, en París, Francia.

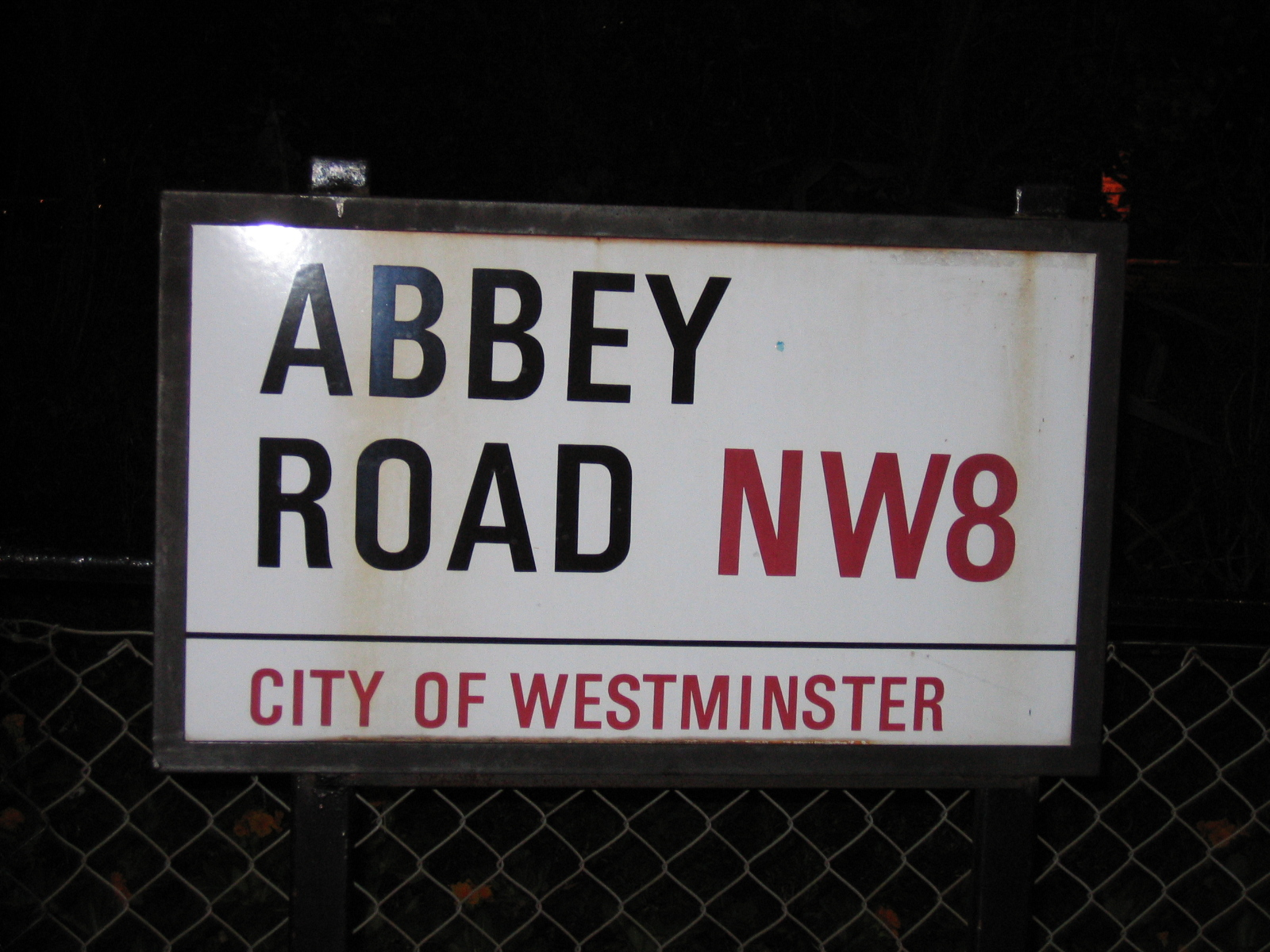
Placa de la Abbey Road en Londres, Reino Unido.

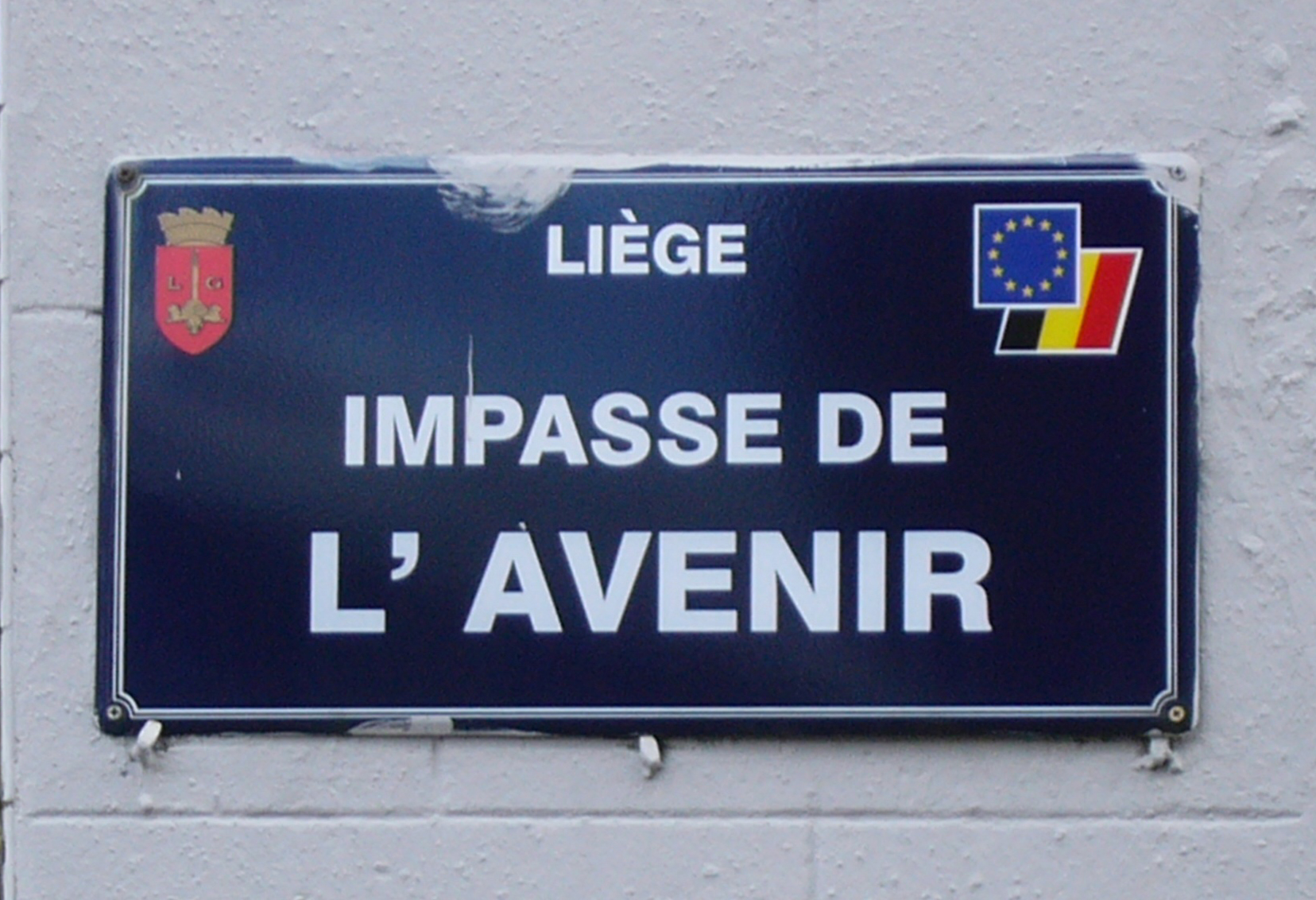
…en Lieja (Bélgica): parfois une certaine ironie….

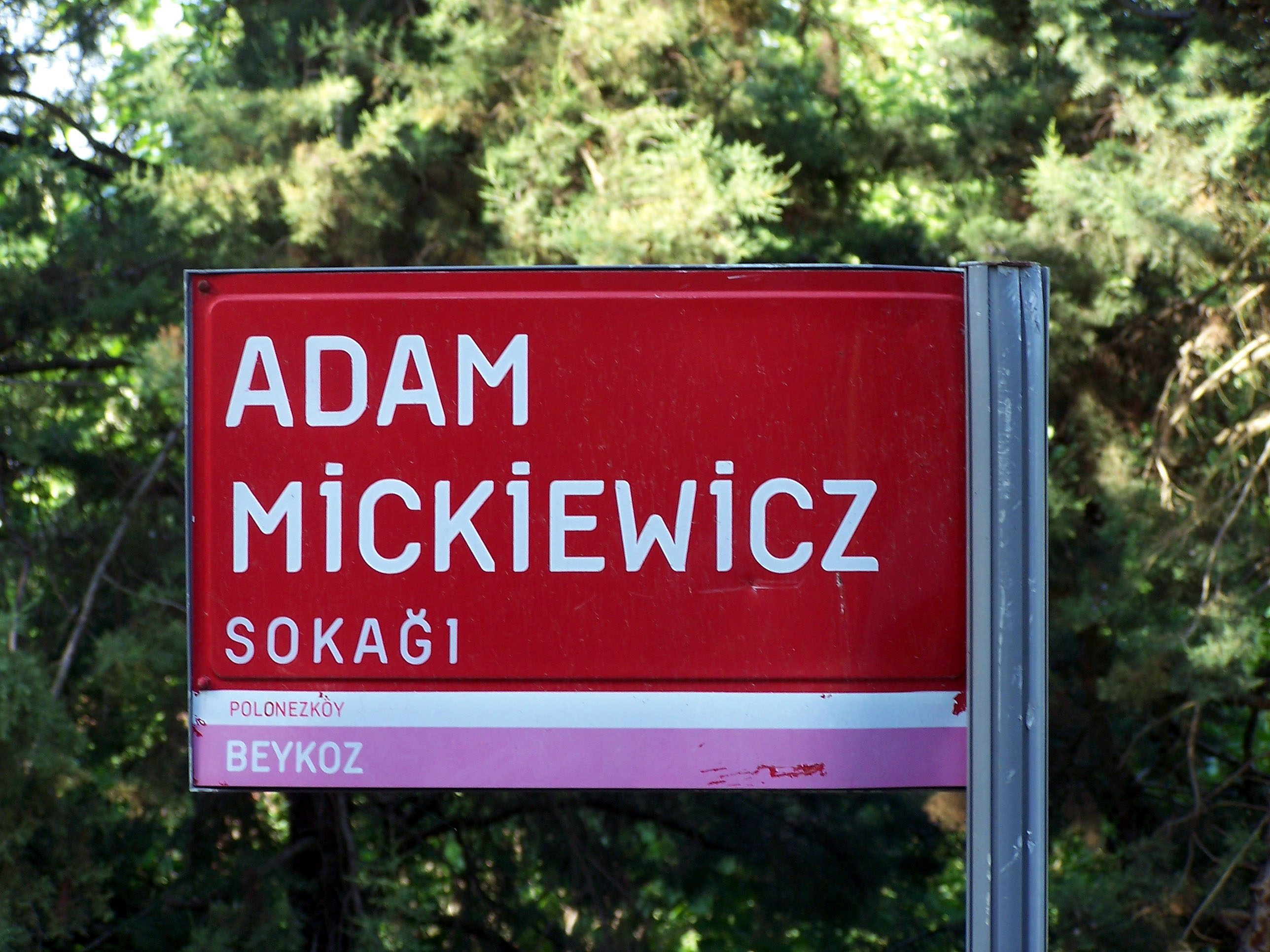
Placa de la calle Adam-Mickiewicz en Beykoz, Estambul, Turquía; la parte roja indica el nombre de la calle, la parte blanca el barrio, y la parte inferior el distrito.

Un odónimo es un nombre propio que designa y se aplica a una vía de comunicación o espacio de comunicación. Un odónimo puede ser el nombre de una calle, de una carretera, de una autopista, de una plaza, de un camino rural, de una senda, o de cualquier otro espacio público.

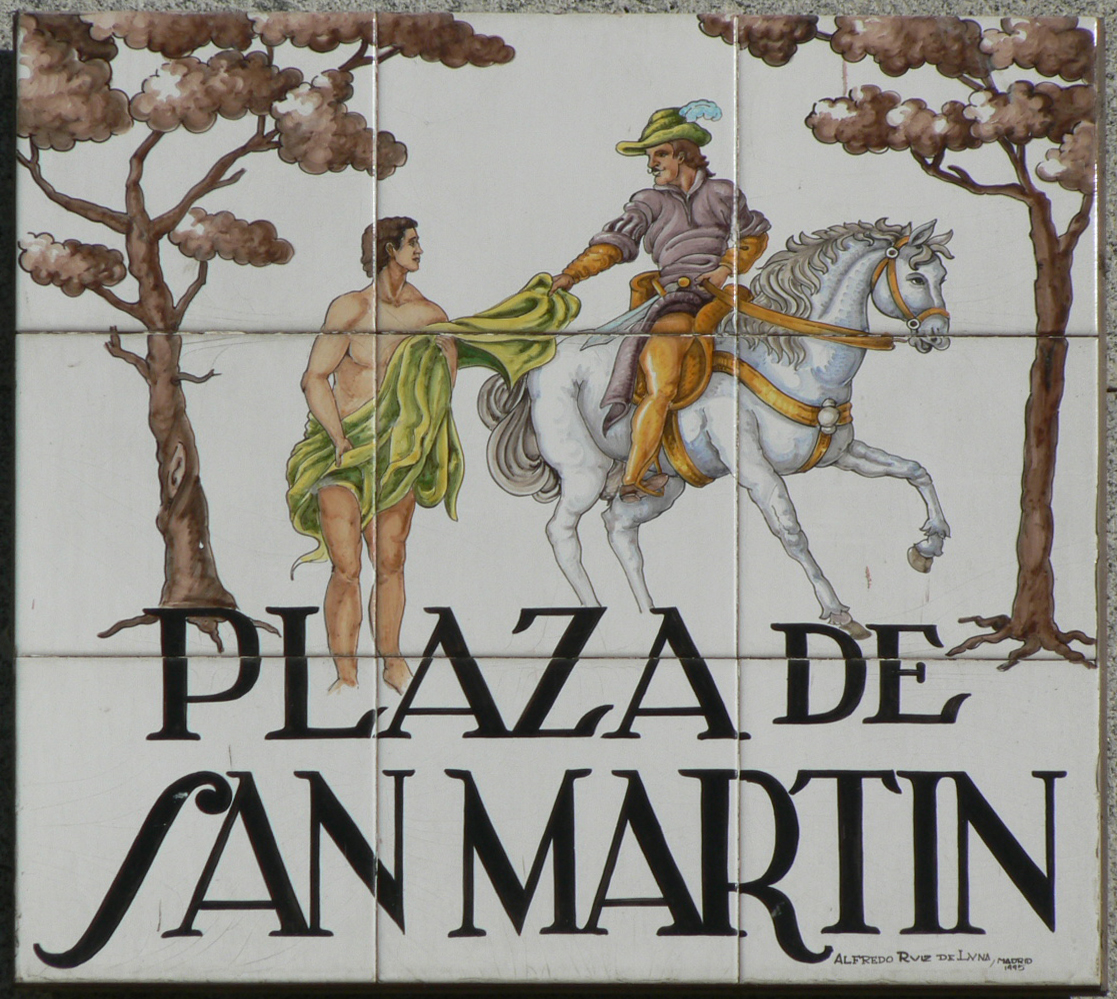
Azulejo del callejero del antiguo Madrid.

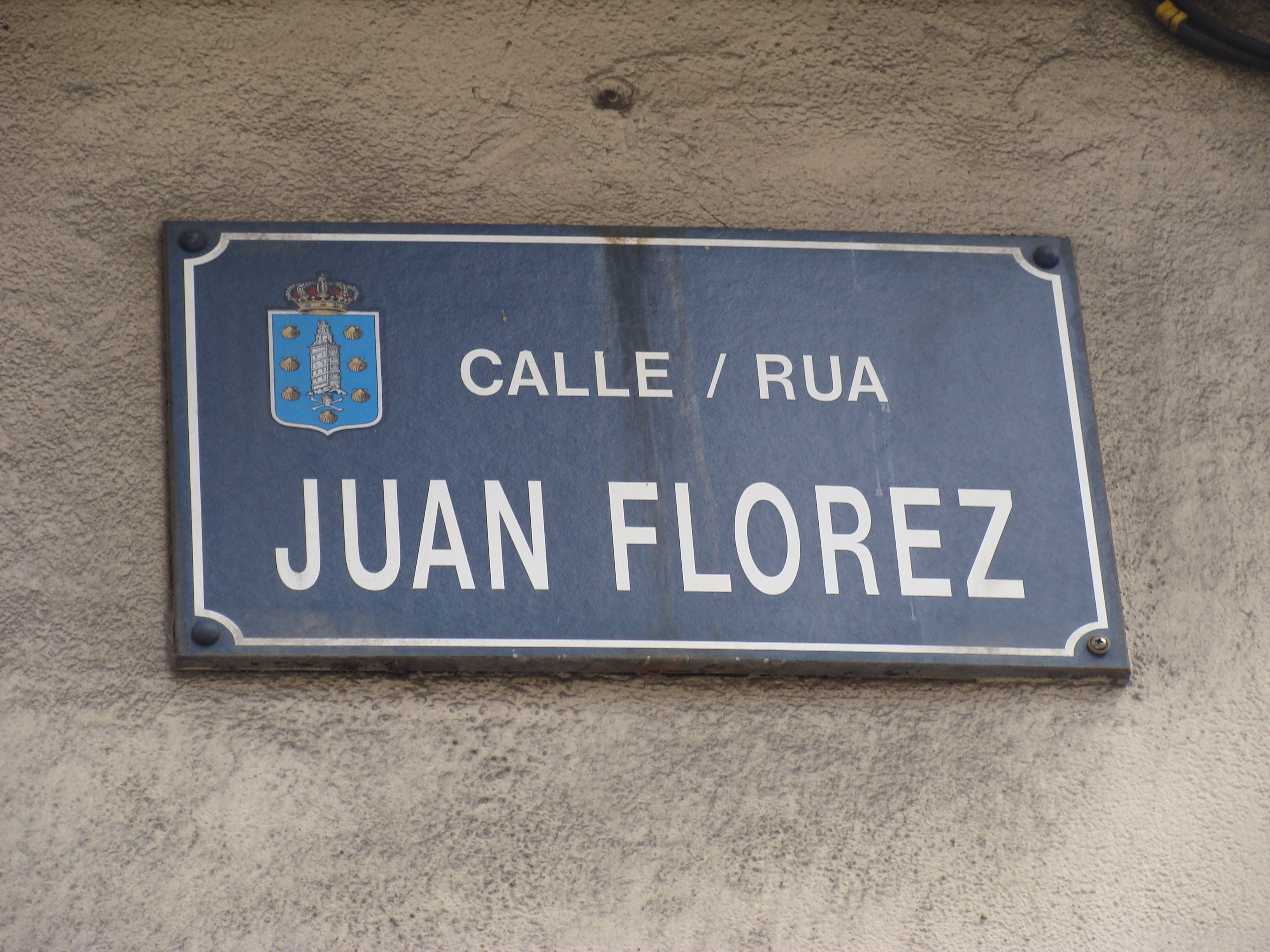
Placa de la calle Juan Flórez en la ciudad de La Coruña.

Típicamente, un odónimo contiene dos partes: un nombre individual («Serrano», «Estafeta», «Corrientes», «El Conde», «Marqués de Larios», «República Argentina», «Las Damas», «Mayor», etc.) y un indicador o seña del tipo de vía o de espacio de circulación de que se trata («bulevar», «avenida de circunvalación», «calle», «plaza», «rambla», «avenida», «explanada», etc.). En general, un odónimo forma parte de una dirección postal (pero ello no está sistematizado en todos los casos); los edificios y las casas a lo largo de una vía o camino pueden estar identificados por un número para así permitir una identificación individual más sencilla. Pero naturalmente esto no se cumple en todos los casos ni está siempre sistematizado de la misma manera. Por ejemplo, en algunas ciudades o en algunas calles de ciudades existe numeración en las entradas de los inmuebles, aunque la misma está en absoluto desorden; en otros casos no todas las entradas de inmuebles se encuentran numeradas; y en otros casos, no existe numeración en absoluto, y los inmuebles se distinguen unos de otros por un nombre, el cual se ubica, por ejemplo, en forma destacada en los jardines o en los frentes.
La odonimia es el estudio de los odónimos, y naturalmente se inscribe en el dominio de la toponimia, la que más genéricamente estudia y se aplica a la terminología de los lugares geográficos.

## Etimología
El término odónimo viene del griego antiguo ὁδός (hodós, «ruta») y del sufijo «-ónimo» que también proviene del griego antiguo ὄνομα (ónoma, «nombre»), terminación que naturalmente se vuelve a encontrar, por ejemplo, en "antroponimia" (origen y significado de los nombres de personas), así como en "patronimia" (origen y significado de los apellidos) y en "domonimia" (origen y significado de los nombres de inmuebles).

## Partes de un odónimo
Un odónimo está formado típicamente de dos partes:
- un término genérico indicando el tipo de vía o espacio público;
- un término específico que particularmente identifica la vía o el espacio;
- si la lengua lo permite y según los casos, estas dos partes pueden estar ligadas (o no) por una preposición y por un artículo (en español «de», «del», «de la»).

Un odónimo clásico, aunque genérico, puede ser, por ejemplo, Main Street, Strada Nuova o Calle Nueva, Berliner Straße o Route nationale. Ciertas vías se nombran sin adjuntarle el término genérico, por ejemplo, The Mall en Londres, Reino Unido. Recíprocamente, ciertos odónimos no poseen término específico, o mejor dicho, como término específico adoptan el término genérico, por ejemplo, Boulevard en Atlanta, Estados Unidos.
Un odónimo también puede incluir la dirección de un punto cardinal, como este, oeste, norte, sur, o los cuadrantes noroeste, noreste, suroeste, sureste. Estas indicaciones son particularmente útiles en las ciudades cuya construcción se ha hecho siguiendo un plan en damero, pues en este caso se aporta mucha información útil con una dirección como, por ejemplo, East Roosevelt Boulevard, o 14th Street NW. Otros calificativos complementarios y aclaratorios también podrían agregarse en ciertos casos, como, por ejemplo,  «alto/bajo», «viejo/nuevo», «prolongado/prolongación», «rectificación», etc.

### Referencias a comercios

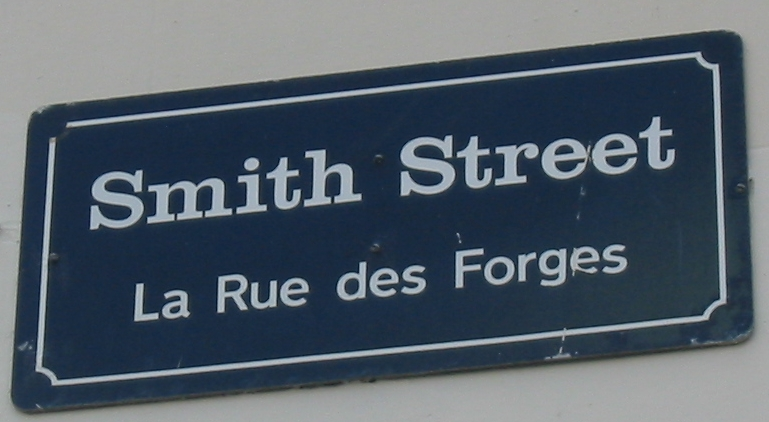
Smith Street
La Rue des Forges

### Sitios y toponimia tradicional

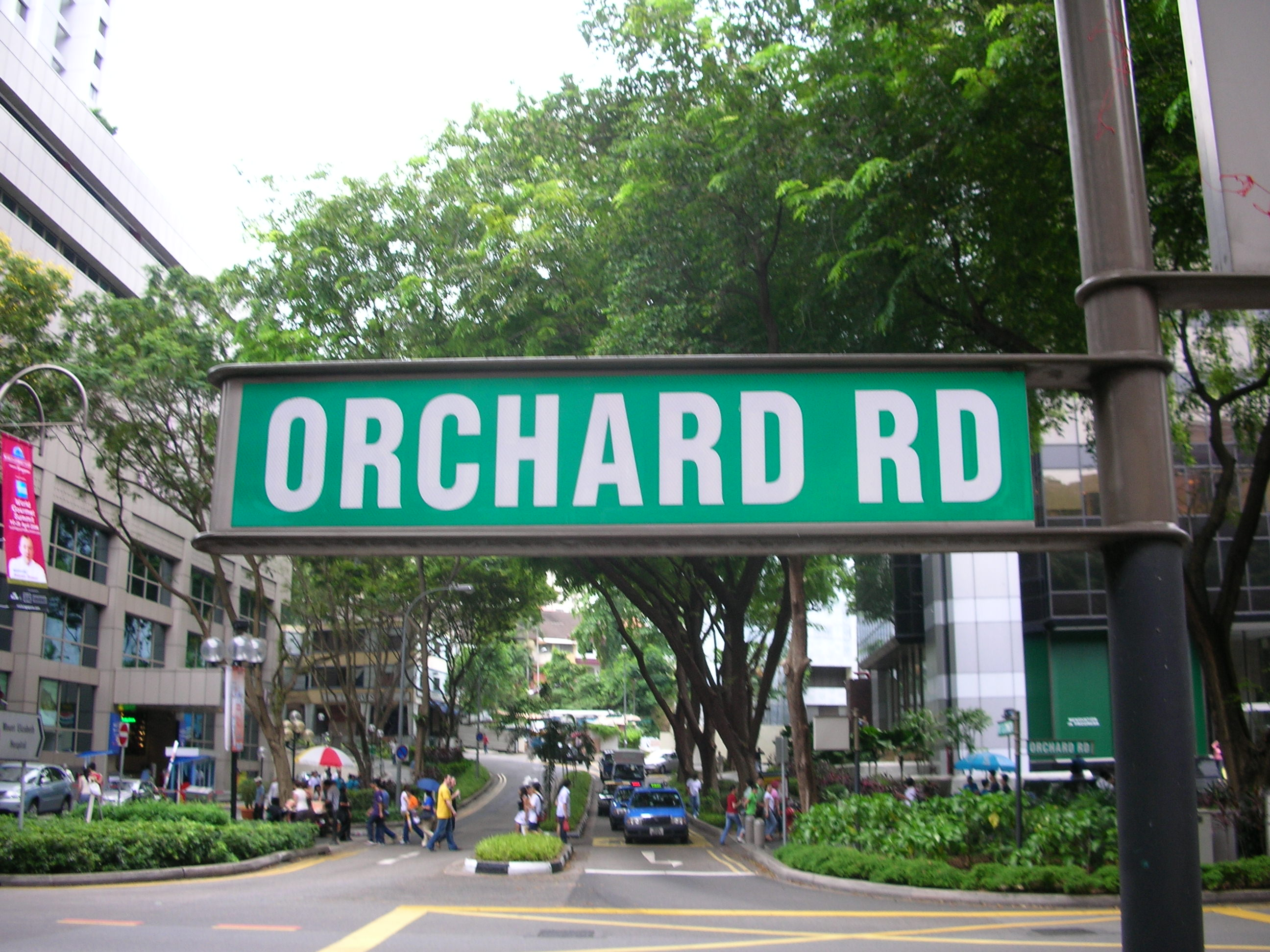
Orchard Road
(Calle del huerto)

### Personalidades

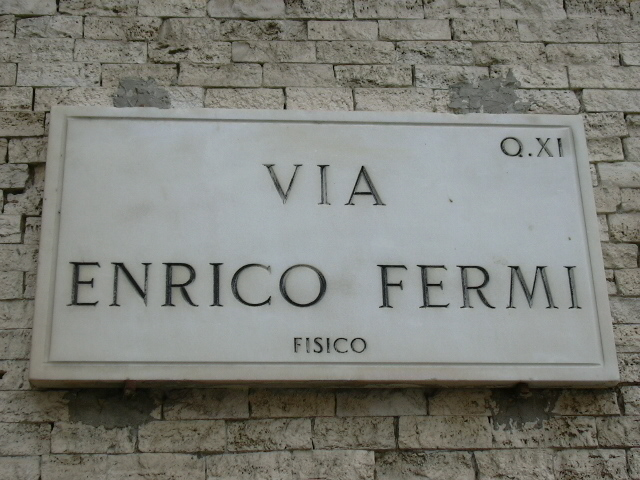
Via Enrico Fermi
(calle Enrico Fermi)

### Nomenclatura sistemática

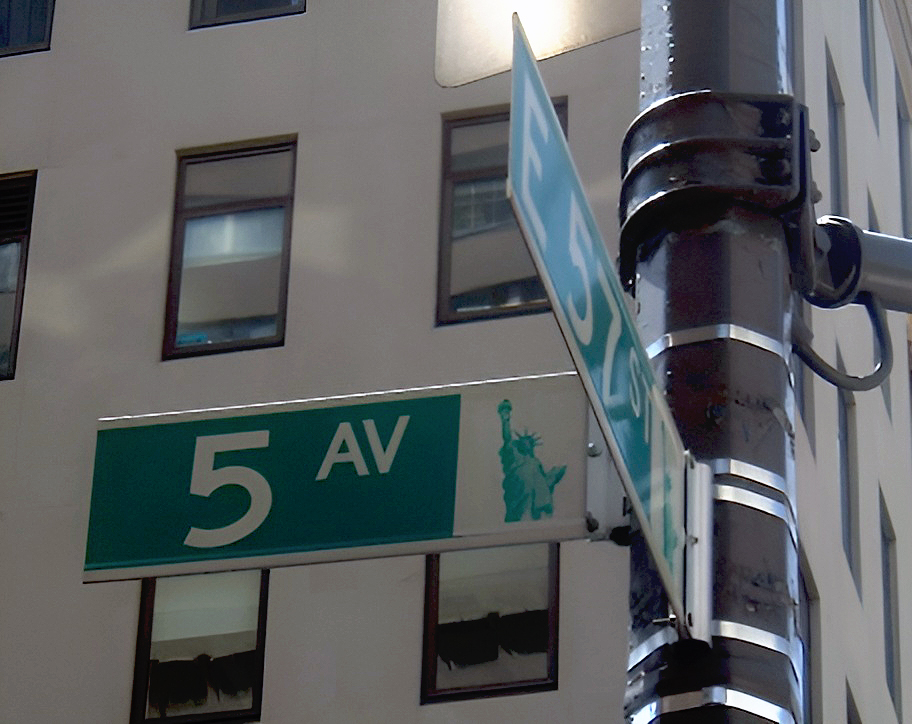
Placa de calle en Nueva York.

## Redenominación

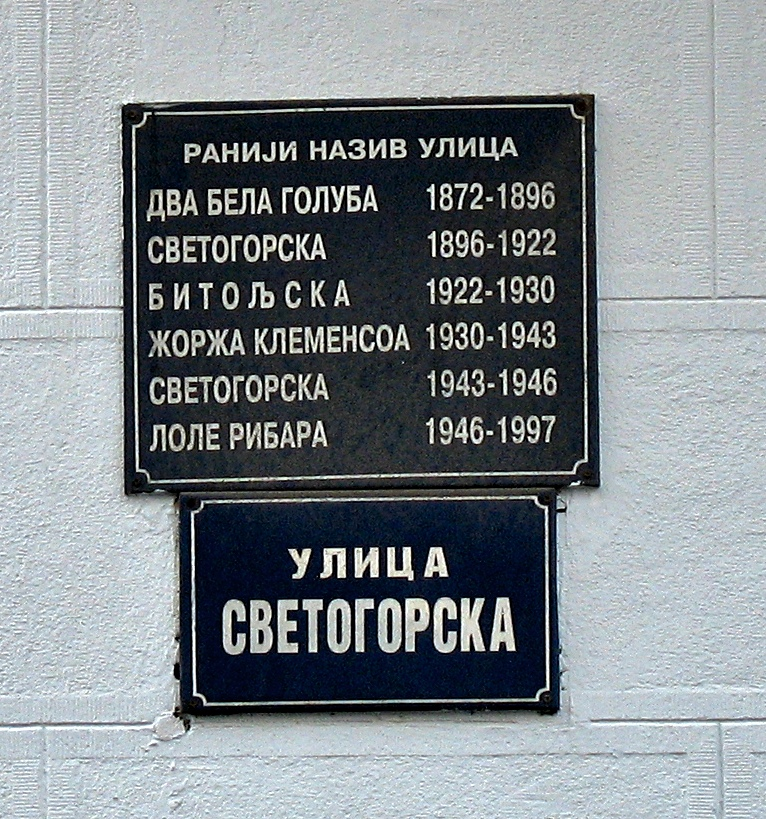
Улица Светогорска (calle Svetogorska o de la montaña santa) en Belgrado.

### Cambios de ortografía

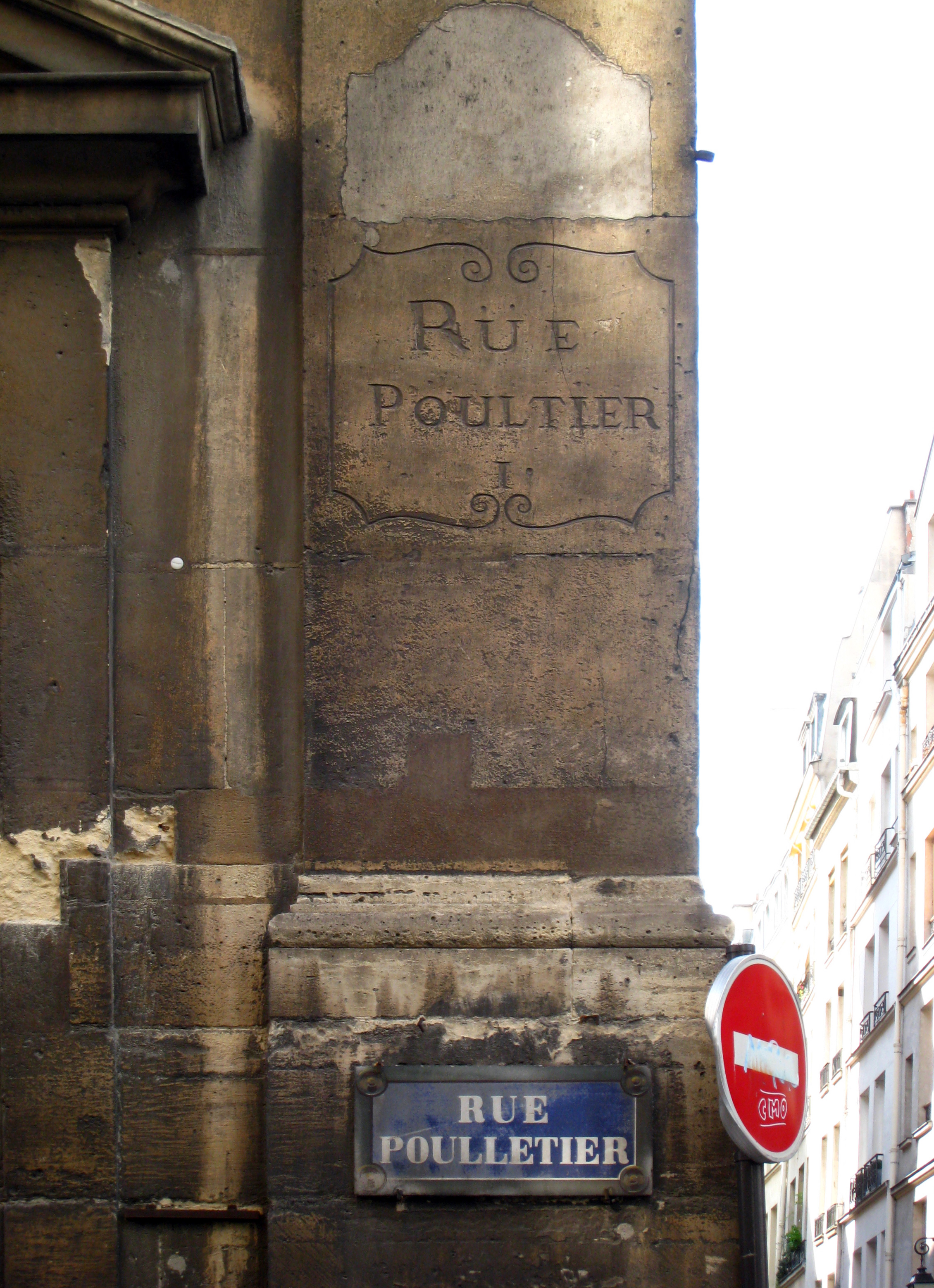
Imagen 1
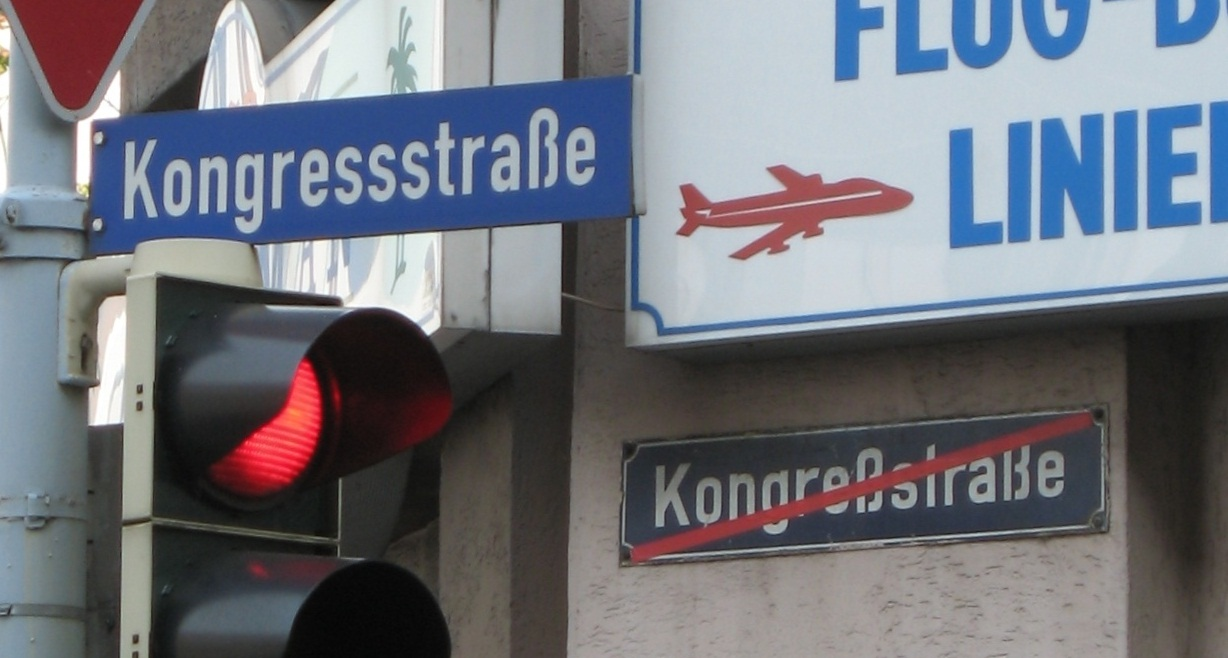
Imagen 2
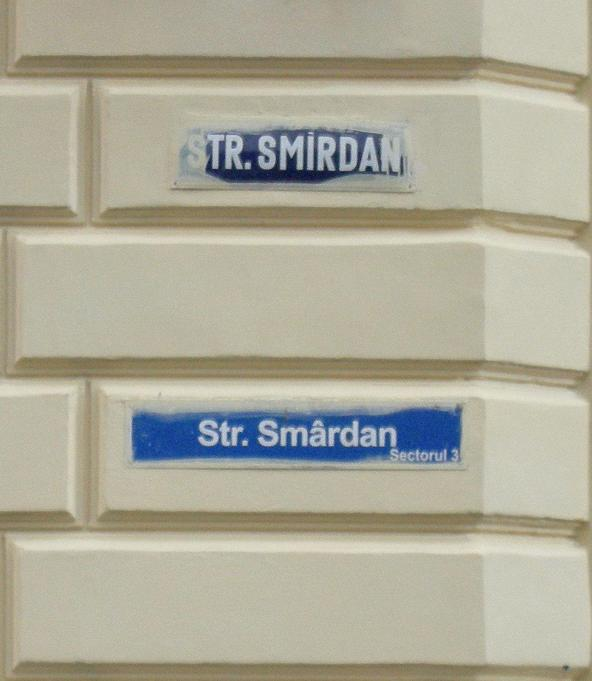
Imagen 3

## Etimologías de los nombres de vías